# Gymnogonos crassicornis
Gymnogonos crassicornis is een hydroïdpoliep uit de familie Corymorphidae. De poliep komt uit het geslacht Gymnogonos. Gymnogonos crassicornis werd in 1898 voor het eerst wetenschappelijk beschreven door Bonnevie. 